# III Comando del Distrito Aéreo
El III Comando del Distrito Aéreo (Luftkreis-Kommando III) fue una unidad de la Luftwaffe durante la Segunda Guerra Mundial.

## Historia
Fue formado el 1 de abril de 1934 en Dresde, subordinado por el R.L.M.. Se utiliza cobertura aérea por la II Oficina General Aérea hasta el 31 de marzo de 1935. El 12 de octubre de 1937 es renombrado 3.º Comando del Distrito Aéreo, y el 4 de febrero de 1938 se une con el 2.º Comando del Distrito Aéreo del 1.º Comando del Grupo de la Fuerza Aérea.

## Comandante
- Mayor general Karl-Friedrich Schweickhardt – (1 de abril de 1934 – 1 de abril de 1935)
- General de Vuelo Edmund Wachenfeld – (1 de abril de 1935 – 10 de junio de 1937)
- General de Vuelo Albert Kesselring – (10 de junio de 1937 – 4 de febrero de 1938)

### Jefes de Estado Mayor
- Teniente coronel Danckelmann – (1 de abril de 1934 – 1 de abril de 1936)
- Teniente coronel Wilhelm Speidel – (1 de abril de 1936 – 4 de febrero de 1938)

## Orden de Batalla

### Controladas las siguientes unidades
- III Comandante Superior Aéreo en Dresde  - (1 de abril de 1935 – 12 de octubre de 1937)
- 3.º Comandante Superior Aéreo en Dresde – (12 de octubre de 1937 – 4 de febrero de 1938)
- III Comandante Superior de Artillería Antiaérea del Distrito Aéreo en Dresde – (1 de octubre de 1935 – 12 de octubre de 1937)
- 3.º Comandante Superior Antiaéreo en Dresde – (12 de octubre de 1937 – 4 de febrero de 1938)
- 6.º Comando Administrativo Aéreo en Breslau  - (1 de abril de 1936 – 12 de octubre de 1937)
- 7.º Comando Administrativo Aéreo en Dresde – (1 de abril de 1936 – 12 de octubre de 1937)
- 8.º Comando Administrativo Aéreo en Weimar – (1 de abril de 1937 – 12 de octubre de 1937)
- VI Comando Administrativo Aéreo en Breslau – (12 de octubre de 1937 – 4 de febrero de 1938)
- VII Comando Administrativo Aéreo en Dresde – (12 de octubre de 1937 – 4 de febrero de 1938)
- VIII Comando Administrativo Aéreo en Weimar – (12 de octubre de 1937 – 4 de febrero de 1938)
- 3° Grupo Aéreo de Manutención
- 13° Regimiento Aéreo de Comunicaciones en Dresde – (1 de octubre de 1935 – 4 de febrero de 1938)